# Рі Пен Чхоль
Рі Пхен Чхоль (кор. 리병철, 1948 р.н.) — північнокорейський маршал і колишній головний радник верховного лідера Кім Чен Ина, який обіймав посаду заступника голови Центральної військової комісії та члена президії Політбюро Трудової партії Кореї . Він родич дружини Кіма, Лі Соль Чжу. В даний час він також є директором відділу Центрального комітету Трудової партії Кореї (ТПК) та першим заступником директора Департаменту організації та керівництва ТПК (ОДК).
Військовий та партійний досвід генерала Рі робить його важливим радником Кім Чен Ина, особливо під час кризи. Він є альтернативним членом Політбюро ТПК та депутатом Верховного народного зібрання. Рі служив у ВПС Корейської народної армії до 2014 року, після чого став високопоставленим партійним чиновником.
У грудні 2017 року міністерство фінансів США ввело проти нього санкції, заблокувавши йому «будь-яке майно чи інтереси у власності в межах юрисдикції США, а також заборонивши йому здійснювати угоди з американськими громадянами».
Наприкінці 2019 Рі став директором відділу ЦК партії, можливо, департаменту військової промисловості, де раніше був старшим заступником директора.
23 травня 2020 року Рі став заступником голови Центральної військової комісії Трудової партії Кореї. 13 серпня він також став членом президії Політбюро Трудової партії Кореї. 5 жовтня йому було надано звання Маршала Корейської народної армії.
Після не вказаного «серйозного інциденту» у червні 2021 року Рі був позбавлений військового звання та знижений на посаді до молодшої посади в партії. Він знову був ідентифікований як член президії Політбюро та секретар ЦК на святкуванні 90-річчя Корейської народної армії 25 квітня 2022 року.

## Нагороди
Під час параду 8 лютого 2023 Рі був помічений з усіма врученими йому нагородами.
|  |  |  |
|  |  |  |
|  |  |  |
|  |  |  |
|  |  |  |
|  |  |  |
|  |  |  |
|  |  |  |
|  |  |  |
|  |  |  |
|  |  |  |
|  |  |  |